# Север (автомотриса)
«Север» — серия специальных многофункциональных автомотрис, созданная АО «Фирма Твема». Включает пять основных вариантов исполнения, отличающихся назначением и, соответственно, оборудованием:
- диагностический комплекс, или СУПДК (Самоходный Универсальный Путеизмерительно-Диагностический Комплекс для работы в районах Крайнего Севера и Дальнего Востока) — платформа для размещения диагностических систем (ультразвуковых, магнитных, лазерных, радиолокационных и т. д.) различного назначения; по номеру чертежа проходит как модель 2850[1][2][3];
- комплекс вторичной диагностики и производства неотложных работ — предназначен для надёжного подтверждения и устранения выявленных неисправностей объектов инфраструктуры[1];
- инспекционная автомотриса — предназначена для инспекционных осмотров начальниками железнодорожных компаний, оборудована системами видеоконтроля, мониторинга и другим необходимым оборудованием[1];
- геологическая автомотриса — комплекс полного инженерно-геологического зондирования, диагностики балластного слоя и земляного полотна железной дороги; оснащается смонтированными на грузовой платформе краном-манипулятором, буровой установкой и комплектом бурового инструмента[1];
- грузопассажирская автомотриса — предназначена для комфортной перевозки путевых бригад численностью до 50 человек к месту проведения работ, может комплектоваться грузовой платформой с необходимым оборудованием (манипулятором и т. п.)[1].

## История создания серии
В начале 2000-х годов узким местом в обеспечении безопасности движения на железных дорогах в России являлось отсутствие ССПС, унифицированного для выполнения различных задач по диагностике состояния объектов инфраструктуры, путевого хозяйства. Целью создания серии «Север» было заполнение этого пробела.
Для снижения энергозатрат, улучшения экологических параметров и повышения эффективности использования подвижного состава в целом при разработке проекта были использованы передовые технические решения как отечественных, так и зарубежных предприятий.
Разработка проекта была завершена в 2009. В том же году был создан опытный образец автомотрисы в исполнении СУПДК с порядковым номером 001, далее поступивший на Дальневосточную железную дорогу.
В ноябре 2019 года по заказу компании «Инфраструктура Железнице Србије» а.д. был создан путеизмерительный комплекс для европейской колеи (1435 мм), получивший обозначение «Север-1435» и порядковый номер 017Е. По системе сербского оператора машине была присвоена серия 162 и номер 001. В конце сентября 2020 года состоялась предварительная приёмка автомотрисы, проводившаяся на реконструируемом участке пути «Белград – Земун». При этом проводилась проверка диагностических систем, систем обеспечения безопасности движения, электрооборудования, электробезопасности и прочих систем, а также завершалась проверка, производимая совместно с нотифицированным органом (лабораторией SIQ Ljubliana). Это базовая модель экспортной линейки «Север-1435». Она была сертифицирована на соответствие нормам TSI.
Следующая поставка «Север-1435» осуществлена для словацкой компании Železnice Slovenskej republiky. В заказе отмечены две машины. Одна имеет двухвагонное исполнение при эксплуатационной скорости 120 км/ч и предназначена для контроля рельсов (ультразвуковым и вихретоковым методами, а также видеоконтролем поверхности катания). Другая имеет классическое одновагонное исполнение при эксплуатационной скорости 160 км/ч и предназначена для путеизмерительных работ (к установке предусмотрены системы измерения пути, контроля геометрии и волнообразного износа рельсов, габарита приближения строений и тому подобное). По состоянию на начало 2023 года известно о постройке и успешном завершении испытаний двухвагонной версии, получившей порядковый номер 018Е.
По состоянию на начало 2023 года известно о постройке 18 машин серии «Север», номера от 001 до 016, 017Е и 018Е (две последние в исполнении на европейскую (нормальную) колею).

## Общие сведения
Как было сказано выше, автомотриса может изготавливаться в пяти основных вариантах исполнения.
Основные параметры автомотрисы СУПДК («Север», модель 2850):
- масса тары — 72 т;
- размеры:
  - длина по осям автосцепок — 23 500 мм;
  - база вагона — 16 000 мм;
  - ширина кузова наружная — 3144 мм;
  - высота от уровня головок рельсов — 4313 мм;
  - высота оси автосцепки от уровня головок рельсов — 1060 мм;
  - габарит по ГОСТ 9238—83 — 1-Т;
- количество мест:
  - для персонала — 4;
  - для машиниста и помощника — по 2 в каждой кабине;
- диаметр колёс — 1050 мм;
- вес топливного бака с горючим: — 3 т;
- запас хода по топливу: — 2,5 т;
- мощность:
  - силовой установки — 500 кВт;
  - ТЭД (суммарная номинальная) — 4×114 кВт;
- назначенный срок службы (до списания) — 28 лет.

## Конструкция

### Механическое оборудование

#### Кузов
Кузов автомотрисы имеет симметричную вагонную компоновку (кабины управления по обоим концам). Со стороны каждой кабины для сцепления с другим подвижным составом расположена автосцепка СА-3.
Несущая конструкция кузова является замкнутой тонкостенной сварной оболочкой. Для обеспечения механической надёжности в конструкция оболочки дополнена продольными и поперечными элементами жёсткости. В оболочке выполнены вырезы под окна, двери, а также для обслуживания подвагонного и крышевого оборудования.
Наиболее сложным элементом конструкции кузова является рама вагона. Рама несёт на себе нагрузку от смонтированных на ней узлов и агрегатов автомотрисы, таких как силовая установка (включающая дизельный двигатель, электрические генераторы и т. д.), топливный бак, аккумуляторный бокс и — для соответствующих вариантов исполнения — диагностическая тележка. С целью увеличения прочности рама имеет хребтовую балку, которая имеет переменное сечение и прерывается в районе монтажа силовой установки. В местах прерывания установлены сварные поперечные и продольные швеллерные балки с переменным сечением.
Для прокладки электрических кабелей симметрично относительно хребтовой балки выполнены два продольных короба.
Для изготовления стоек боковых стен применён стальной гнутый зетовый профиль (профиль Z-образного сечения). Обвязка боковых стен выполнена из катаного стального уголка. Для обшивки боковых стен применена гофрированная листовая сталь. Теплоизоляция кузова обеспечивается специальным инновационным на время разработки машины покрытием «ТСМ-керамика».
Для дуг крыши также применён гнутый зетовый профиль. Средняя часть крыши и её скаты выполнены гофрированными.
Лицевая часть имеет противоударные стойки, выполненные из швеллера. Лицевая часть имеет обшивку без гофр.
Все элементы кузова, как профильные, так и листовые, выполнены из конструкционных сталей различных марок.
Наружные боковые двери выполнены одностворчатыми и имеют электропневматический привод.
Дизайн кабины автомотрисы во многом аналогичен применённому в кабине тепловоза Maxima немецкой фирмы Voith Turbo Lokomotivtechnik GmbH & Co. KG, выпускавшегося в 2006—2010 годах.

#### Тележки
Под автомотрису подкатываются две двухосные тяговые (моторные) тележки модели 18-9958, снабжённые тяговыми электродвигателями (ТЭД). Тележки аналогичной конструкции применяются для серийных российских электропоездов (ЭТ2М и тому подобных). Таким образом, одновагонная версия имеет осевую формулу 20−20. На надрессорном брусе тележки находятся скользуны, на которые опирается кузов вагона. По обоим концам надрессорного бруса приварены цилиндрические обечайки для установки пружин центрального подвешивания. Через эти пружины брус опирается на раму тележки. Тележка имеет центральное подвешивание с люлечным возвращающим устройством, на которое установлены трёхрядные цилиндрические винтовые пружины. Для гашения колебаний с целью обеспечения плавности хода, снижения вредного воздействия на рельсовый путь и уменьшения износа деталей конструкция тележки включает поршневой гидравлический демпфер. Демпфер двустороннего действия (развивает усилия сопротивления как на ходе сжатия, так и растяжения). Он установлен под углом к горизонту, что обеспечивает одновременное гашение вертикальных и горизонтальных колебаний. Конструкция рамы тележки — коробчатая, сварная; состоит из двух продольных и двух поперечных балок. Поперечные балки в центральной части имеют изгибы в сторону пути. В этих местах с помощью кронштейнов крепятся ТЭД (по одному на ось).
Колёсные пары объединяются с рамой тележки буксовым подвешиванием. Буксовое подвешивание тележки устроено следующим образом. Усилия в продольном направлении передаются через два поводка, расположенных кососимметрично. Они фиксируются болтами в клиновых пазах кронштейнов буксы и рамы тележки. Параллельно поводкам для гашения вертикальных колебаний рамы относительно колёсной пары монтируется дисковый демпфер. В качестве упругого элемента с этим демпфером работают два двухрядных комплекта пружин, установленных на крыльях корпуса буксы.
Колёсная пара выполнена в соответствии с ГОСТ 11018—2000 и состоит из двух литых колёс бандажного типа и оси типа РМ5, на которую они напрессованы. Бандаж моторвагонный по ГОСТ 398-96 с диаметром по кругу катания 1050 мм. Для передачи крутящего момента от редуктора ТЭД на оси имеется зубчатое колесо.

#### Силовая установка
Автомотрису «Север» можно назвать теплоэлектровагоном, поскольку для передачи энергии от дизельного двигателя применена электрическая передача.
На машине установлена силовая установка MTU Power Pack, включающая раму, дизельный двигатель, два электрических генератора (тяговый и собственных нужд), тормозной компрессор, систему предпускового подогрева, систему питания и систему выпуска отработавших газов. Двигатель и тяговый генератор крепятся к раме через резиновые амортизаторы, а сама рама к корпусу — через резино-металлические амортизаторы.

### Электрическое оборудование
Каждая ось машины снабжена своим ТЭД типа ТДМ-1М (ДК120АМ). Тяговый генератор снабжает энергией четыре ТЭД автомотрисы, а генератор собственных нужд — всё остальное электрооборудование вагона.

### Интерьер
Кабины управления находятся по обоим концам вагона и оснащены цифровыми пультами управления. Для работы экипажа оборудованы аппаратный салон и мастерские. Для отдыха предусмотрены купе, кухня-столовая и душевая с необходимым оснащением. Помещения оборудованы системой управления микроклиматом. Предусмотрена система автоматического пожаротушения помещений и отсека двигателя.

## Эксплуатация
Первая автомотриса (с номером 001) была передана в 2009 году на Дальневосточную железную дорогу. По состоянию на начало 2023 года 16 машин российской колеи разошлись на 10 разных дорог ОАО «РЖД»: Дальневосточную (ДВЖД), Северную (СЖД), Красноярскую (КрасЖД), Октябрьскую (ОЖД), Свердловскую (СвЖД), Восточно-Сибирскую (В-СибЖД), Забайкальскую (ЗабЖД), Юго-восточную (ЮВЖД), Калининградскую (КЖД) и Московскую (МЖД). Машины поступают в служебные подразделения (ПМС, СПМС, ПЧМ, ОПЧМ). Экспортные версии (европейской колеи) были поставлены в Сербию (оператор «Инфраструктура Железнице Србије» а.д.) и Словакию (оператор Železnice Slovenskej republiky (ŽSR)). В Сербии машина с порядковым номером 17Е получила обозначение серии 162 и номер 001.